# Torgeir Håvarsson
Torgeir Håvarsson (Þórgeirr Hávarsson), död 1023, var en isländsk bråkmakare, dråpsman och fredlös. Han var också hirdman hos den norske kungen Olof Haraldsson och en av Fostbrödrasagans huvudpersoner.

## Levnad
Torgeir, som bör ha fötts efter år 997, bodde på gården Jökulskälla vid Isafjordens sydkust på nordvästra Island. Fadern var Håvar (Hávar) Kleppsson, «en stor dråpsman, högmodig och vrång»; modern hette Torelv (Þórelfr) och var dotter till stormannen Alf i Dalar vid Breidafjorden. Det sägs att Torgeir var «stor till växten, stark och påstridig» och att han redan i unga år lärde «att skydda sig med sköld och kämpa med vapen».
I Fostbrödrasagan berättas att Torgeir ingick fostbrödralag med Tormod Bersason, vilket innebar att «den av dem som överlevde den andre också skulle hämnas hans död». De båda kumpanerna gjorde sig snart ökända på Island. «De strövade vida kring bygderna och var inte vänsälla, och många sade att de var orättrådiga våldsmän.»
Det råder intet tvivel om att det var Torgeir som var det värsta rötägget. Likväl framstår han inte, enligt den version av sagan som finns i Möðruvallabók, som helt och hållet osympatisk. Han inledde sin karriär med att dräpa sin faders mördare — något som det var hans plikt att göra enligt den tidens sätt att se. Att han och Tormod sedan fortsatte med att röja diverse tvivelaktiga existenser ur vägen är måhända mera problematiskt, men hade i alla fall det goda med sig att de befriade bygden från en rad översittare och parasiter.
I den version av sagan som finns i Flateyjarbók är dock Torgeir framställd som en fullständig psykopat. Välkänd är berättelsen om dråpet på fåraherden på Hvassafell:
| ” | Fåraherden hade just kommit hem från sina djur och stod där i tunet stödd på sin stav framåtlutad och talade med de andra. Staven var kort och mannen trött, och han var något böjd med bakdelen skjutande i vädret och halsen framåtsträckt. När Torgeir såg honom stå så, svingade han sin yxa och lät den falla tvärsöver halsen. (...) Huvudet for av och tog mark långt därifrån. Så fortsatte Torgeir sin ritt, och de andra där i tunet stod handfallna och kom sig ingenting för. | „ |

När Torgeir senare fick frågan vad herden hade gjort honom, blev svaret: «Inte hade han gjort mig något, men skall sanningen fram så kunde jag inte låta bli när han stod så väl till hugg.»
Torgeirs impulsivitet ledde så småningom till att fosterbröderna kom att skiljas. En dag frågade Torgeir sin kumpan vem av dem han trodde skulle klara sig bäst om de prövade sina krafter mot varandra. Nu hade misstänksamhetens frö blivit sått och Tormod svarade att han trodde det var bäst om de nu gick skilda vägar.
Torgeir, som vid det här laget hade blivit dömd fredlös, for nu till Norge där han blev hirdman hos kung Olof. Av allt att döma blev han också kungens uppdragsmördare, som denne använde för att komma åt motståndare utanför rikets gränser.
På grund av sina dråp fick Torgeir många fiender, och år 1023 blev han efter en heroisk kamp övermannad och slaktad av ett rövarband lett av den grönländske vikingen Torgrim trolle. Mördarna behöll Torgeirs huvud som trofé, men när det efter en tid började se alltför styggt ut blev de rädda och grävde ner det.
Resten av Fostbrödrasagan handlar framför allt om Tormods gruvliga hämnd.